# Jasenowec
Jasenowec (bułg. Ясеновец) – wieś w północnej Bułgarii, w obwodzie Razgrad, w gminie Razgrad.
Położony 10 km od Razgradu. Przez Jasenowec przebiega linia kolejowa między Ruse a Warną.
Pierwsze wzmianki o wsi pochodzą od połowy XIX wieku (1845-1860). Stara nazwa wsi to Dusztubak.